# Citroën H
El Citroën H fue un vehículo comercial ligero producido por el fabricante de automóviles francés Citroën entre 1947 y 1981. Durante 34 años se fabricaron 473.289 unidades en total, en las fábricas de Francia y Bélgica. La mayoría de ellos fueron vendidos en Francia, Bélgica y los Países Bajos. Cabe destacar que, en el Reino Unido, no fueron vendidos con el volante a la derecha, sino que se mantuvo el modelo original con este a la izquierda.
La serie H de Citroën se popularizó bajo la denominación HY, correspondiente a la versión estándar; pero también se le llamó Citroën 1000 o 1600 desde los años setenta. Las de menor capacidad de carga fueron designadas como las HZ, mientras que las de más capacidad fueron las HW y las HX. Se caracterizaron por cuatro versiones diferentes: Furgón convencional, Plateau Cabine, plataforma abierta asimilable a una pickup con o sin pared divisoria de la cabina, Bétaillère concebida más para actividades agropecuarias, y chasis cabina carrozable a voluntad del cliente. Sobre esta última, algunos carroceros emprendieron modificaciones propias, y surgieron adaptaciones como minibús pequeño o casa rodante.

## Historia
Tras la Segunda Guerra Mundial, Citroën quería desarrollar un nuevo vehículo utilitario que sustituyera al Citroën TUB. Citroën trabajó en 8 proyectos y solo el último se desarrolló, dándole su nombre: «H» por ser la octava letra del alfabeto. La mayoría de las furgonetas Tipo H se venden bajo el modelo HY. En Francia, a esta furgoneta se le conocía como Nez de cochon (‘Nariz de cerdo’), y cuando era utilizada por la policía, panier à salade (‘ensaladera’).
Entre 1962 y 1965 se ensamblan 462 unidades del modelo en Vigo, como parte de un encargo de España, con piezas llegadas desde Francia. Equipaban a diferencia del original un motor diésel Perkins, muy habitual en furgonetas españolas de la época.

## Tecnología
El motor, la caja de cambios y muchas partes más pequeñas son compartidas con otros modelos de Citroën. El motor y la caja de cambios son casi idénticos a los del Traction Avant y más tarde a los DS; solo con el motor montado frente de la caja de cambios. Los faros fueron idénticos a los del 2CV, mientras que los velocímetros fueron tomados sucesivamente desde el Traction Avant hasta el Ami 6.

## Carrocería
Los paneles corrugados de la carrocería que se utilizaron en las furgonetas en todo el período de producción se inspiraban en los de la empresa alemana de aeronaves Junkers desde la Primera Guerra Mundial hasta la década de 1930; el trimotor Junkers Ju 52 fue el último en usar esta construcción. Henry Ford también adoptó esta construcción para el avión de pasajeros Ford Trimotor.

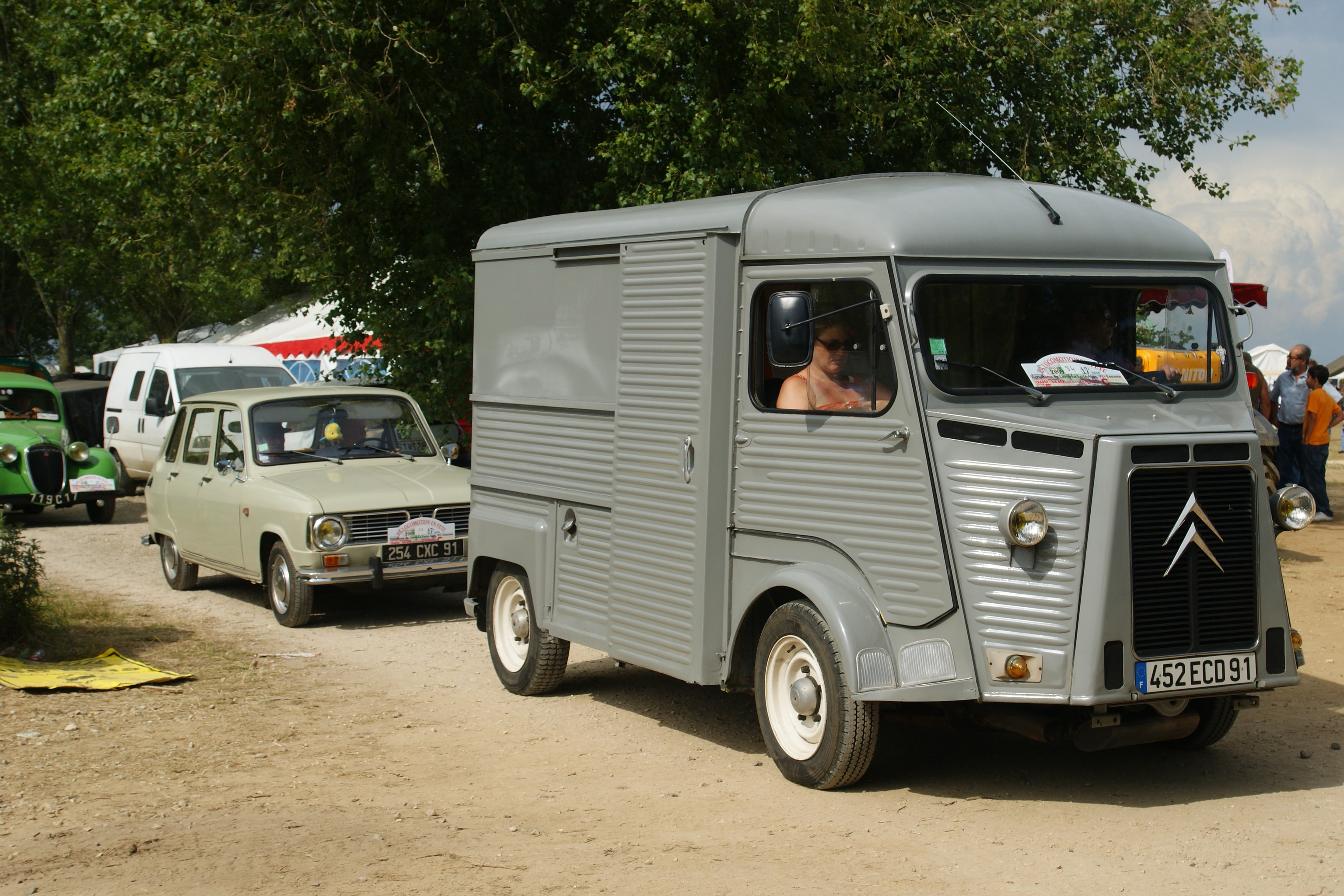
Citroën HY versión básica

Los vehículos salieron de la fábrica Citroën con solo tres tipos de carrocería: la furgoneta estándar cerrada, una versión pick-up, y una chasis-cabina para adaptar carrocerías no fabricadas por Citroën, formando la base para el camión de ganado y otras variantes. La versión básica tiene una longitud total de 4,26 metros, pero estaba también disponible varias versións LWB con una longitud total de hasta 5,46 metros.
En septiembre de 1963, la ventanilla trasera estilo antiguo (una ventana vertical estrecha, con esquinas curvas) fue sustituida por una ventana cuadrada de la misma altura pero más ancha, con 45 cm a cada lado. El capó del motor fue modificado para dar dos tomas de aire rectangulares adicionales en los bordes inferiores, uno para un calentador y el otro por simetría.
A principios de 1964, el parabrisas dividido utilizado desde 1947 fue sustituido por una sola luneta, y a finales de ese mismo año, los chevron en la parrilla del radiador, unas tiras de aluminio estrechas similares a los del Traction Avant que forman el logotipo de Citroën, fueron reemplazados por unos más cortos enmarcados en un óvalo, tal como se utiliza en la mayoría de los vehículos Citroën en las últimas décadas del siglo XX.
En noviembre de 1969 se suspendieron las pequeñas luces de posición, los intermitentes delanteros pasaron a estar empotrados en las aletas delanteras, y la forma de las aletas traseras se cambió de semicircular a rectangular.

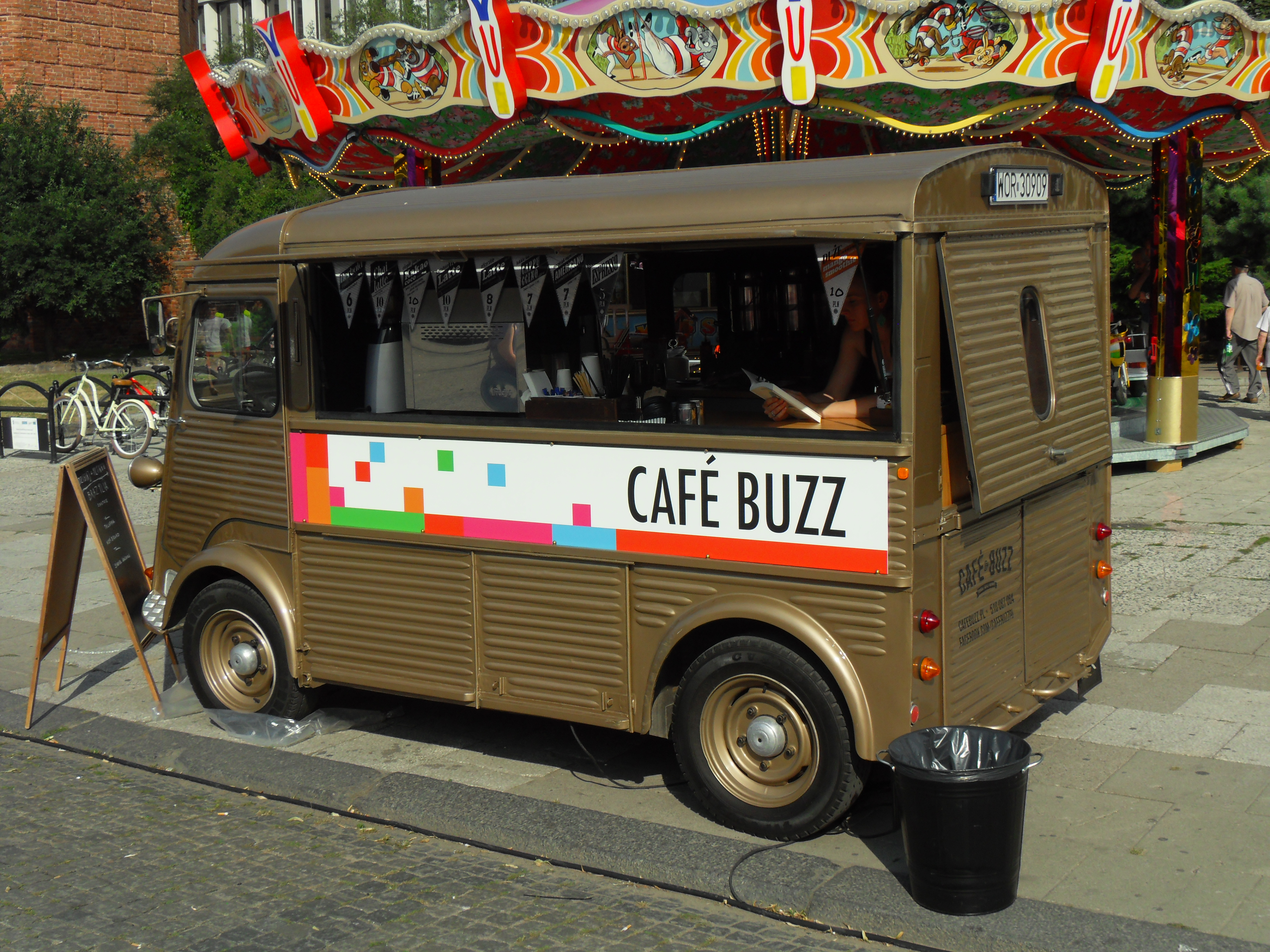
Citroën H en la venta ambulante actual

Las puertas con bisagras traseras «Suicidio» de la cabina se utilizaron hasta el final de la producción en 1981, excepto en los vehículos fabricados para el mercado holandés, donde disponía de puertas con bisagras convencionalmente a partir de 1968.

## Ficha técnica
La Citroën H estaba disponible en tres alturas con siete longitudes cual permitían 21 combinaciones diferentes desde 7,3 metros cúbicos de carga, hasta 16,4 m³.
En el caso de transporte de pasajeros, permitían llevar, desde diez, hasta 27 ocupantes, incluyendo conductor y copiloto, en diferentes configuraciones.
| Zona de carga. Dimensiones       | Zona de carga. Dimensiones     | Zona de carga. Dimensiones      | Zona de carga. Dimensiones            | Zona de carga. Dimensiones |
| Vehículo                         | Citroën HZ Furgón techo normal | Citroën HY Furgón techo elevado | Citroën HW Furgón techo super elevado |                            |
| -------------------------------- | ------------------------------ | ------------------------------- | ------------------------------------- | -------------------------- |
| Distancia entre ejes (mm):       | 2536                           | 3536                            | 3736                                  |                            |
| Largo exterior (mm):             | 4260                           | 5260                            | 5460                                  |                            |
| Alto exterior (mm):              | 2300                           | 2600                            | 2800                                  |                            |
| Ancho exterior (mm):             | 1990                           | 1990                            | 1990                                  |                            |
| Superficie de carga (m²):        | 4,3                            | 6,0                             | 7,46                                  |                            |
| Volumen de carga (m³):           | 7.3                            | 10,3                            | 16,4                                  |                            |
| Altura Interior (mm):            | 1820                           | 2120                            | 2320                                  |                            |
| Longitud interior (mm):          | 2440                           | 3440                            | 4240                                  |                            |
| Anchura interior (mm):           | 1760                           | 1760                            | 1760                                  |                            |
| Altura al suelo (mm):            | 490                            | 490                             | 490                                   |                            |
| Carga útil (kg):                 | 850                            | 1500                            | n/d                                   |                            |
| Peso bruto total admisible (kg): | 2350                           | n/d                             | 3200                                  |                            |